# 幻魔大戦 (映画)
『幻魔大戦』（げんまたいせん）は、1983年に公開された日本のアニメーション映画。平井和正と石森章太郎の共作による漫画『幻魔大戦』（以下漫画版）および平井による小説『幻魔大戦』（以下小説版）を原作とした、幻魔大戦シリーズ最初の映像化作品である。
漫画版の全編と、小説版のうち角川文庫版で第3巻あたりまでの展開をベースにした物語に、オリジナルの結末を加えて物語を完結している。

## 概要
角川映画（旧・角川春樹事務所）による「角川アニメーション映画」第1作であり、実制作をしたマッドハウス黎明期の長編映画の一つでもある。当時、角川春樹事務所所属のアイドルだった原田知世がタオ役で出演している。また漫画家の大友克洋がアニメーション制作に初めて参画した作品でもある。
内藤誠と桂千穂で脚本を書いた『冒険者カミカゼ』の出来を岡田茂東映社長が褒めて、ふぐ料理店で慰労の席が設けられた。このとき、岡田社長から桂に「内藤と二人でホンを書いて、真田広之主演で『幻魔大戦』を映画化したいから、角川文庫で原作を数冊読んで頂けないか」と申し出があった。この話が原作権をおさえていた角川春樹の耳に入り、内藤と桂でホンを書くことになった。1983年の『キネマ旬報』では、角川映画『蔵の中』の打ち上げパーティーの席上、桂千穂が角川春樹に「なぜ『幻魔大戦』を映画化しないのか」と尋ねたことが発端で、その後、長らく映画化を認めていなかった平井和正に対し角川がそれを懇願したとなっている。
大友の起用は監督のりんたろうからの推薦による。マッドハウス社長の丸山正雄は、ヒロイン・ルナのデザインを可愛らしいものにするよう要望したが、大友は「可愛い顔は描けない」としてこれを拒んだ。製作者の角川春樹も、大友の『気分はもう戦争』を読んで、その腕を高く評価していたが、原作者の平井和正は「主人公の顔つきが陰険だ」と大友の起用にクレームをつけた。りんたろうは「大友じゃないなら自分はやりたくない」と降板を示唆し、さらには石森章太郎まで絡む拗れた経緯を辿ったため、後に角川は「『幻魔大戦』は角川映画で最も揉めた作品で、流石の私も疲弊しましたね」と述懐している。
配給収入10億6000万円は、同日封切の『クラッシャージョウ』を大きく離すばかりか、『宇宙戦艦ヤマト 完結編』『ドラえもん のび太の海底鬼岩城』を上回るほどに健闘し、アニメ映画としては同年首位の興行成績であった。
9大都市〔東京・横浜・川崎・大阪・京都・神戸・名古屋・福岡・札幌〕以外のローカルでは、テリー・ギリアム監督の『バンデットQ』との2本立てで公開された。

## スタッフ
- 製作：角川春樹、石森章太郎
- 原作：平井和正、石森章太郎
- 脚本：桂千穂、内藤誠、真崎守
- 監督：りん・たろう
- キャラクターデザイン・原画：大友克洋
- 作画監督：野田卓雄
- 作画監督補佐：富沢和雄
- 美術監督：椋尾篁
- 美術：男鹿和雄、窪田忠雄
- 撮影：八巻磐
- スペシャルアニメーション：金田伊功
- 音楽監督：キース・エマーソン
- 音楽：青木望
- 音楽制作：角川レコード（販売元：キャニオン・レコード）
- 音響監督：明田川進
- 玩具&プラモデル制作：バンダイ
- 効果：佐々木英世、倉橋静男、柴崎憲治
- 編集：田中修
- プロデューサー：明田川進
- 製作協力：角川書店、プロジェクトチームアルゴス、マッドハウス（アニメーション制作）、マジックカプセル
- 角川春樹事務所作品

## キャスト
- 東丈：古谷徹
- ルナ：小山茉美
- ベガ：江守徹
- 東三千子：池田昌子
- 沢川淳子：潘恵子
- フロイ：美輪明宏
- 幻魔大王：佐藤正治
- カフー：穂積隆信
- ザンビ：永井一郎
- ザメディ：滝口順平
- 江田四郎：塩沢兼人
- ソニー・リンクス：林泰文
- タオ：原田知世
- ヨーギン：槐柳二
- アサンシ：田中秀幸
- サラマンダー：内海賢二
- オライリー署長：寺田誠
- 丈の幼年時代：恵比寿まさ子
- 女占星術師：白石加代子
- 侍従長：宮内幸平
- アナウンサー：矢田耕司
- 黒人ギャング：塩屋翼、塩屋浩三
- 若い女：加藤友子、青木典子

## サウンドトラック盤
- シングル
  - 『光の天使 / Children Of The Light』
- アルバム
  - 『幻魔大戦 オリジナル・サウンドトラック』
  - 『幻魔大戦 オリジナル・サウンドトラック（ドラマ編）』

## 映像ソフト
| 発売日         | 規格    | 規格品番     | レーベル               | 備考                                                                                       |
| -------------- | ------- | ------------ | ---------------------- | ------------------------------------------------------------------------------------------ |
| 1983年3月12日  | VHS     | VAF-1088     | ポニー                 | ノーカット版、ステレオ、ビスタサイズ。                                                     |
| 1983年3月12日  | ベータ  | VFF-1088     | ポニー                 | ノーカット版、ステレオ、ビスタサイズ。                                                     |
| 1983年10月21日 | LD      | AH009-35KD   | パイオニア             | 2枚組〈131分〉、CLV、ステレオ、NTSC。                                                      |
| 1983年11月5日  | VHD     | VHPP-44001/2 | パック・イン・ビデオ   | 2枚組〈135分〉、ステレオ、NTSC。                                                           |
| 1985年         | VHS     | VFHK-1088    | ポニー                 | ステレオ、ビスタサイズ、NTSC。                                                             |
| 1986年7月21日  | VHS     | V200F71391   | ポニー                 | ステレオ、ビスタサイズ。レンタルのみで、映画「戦国自衛隊」とセット。                       |
| 1993年12月21日 | LD      | PILA-1236    | パイオニアLDC          | 2枚組〈131分〉、CLV、ステレオ、NTSC。                                                      |
| 2003年1月1日   | DVD     | KABD-517     | アトラス               |                                                                                            |
| 2003年1月1日   | DVD     | KABD-518     | アトラス               | DTS Ultimate Edition。                                                                     |
| 2008年4月25日  | DVD     | DABA-379     | 角川エンタテインメント | りんたろう監修によるデジタルリマスター版、ドルビーデジタルおよびDTS5.1chにリマスタリング。 |
| 2009年11月27日 | Blu-ray | DAXA-1132    | 角川エンタテインメント | キュー・テックのFORS Systemという設備でさらにリマスタリング。                              |

- BD版発売に先立つ2009年10月25日に秋葉原エンタまつりの枠内で角川映画（現在は株式会社KADOKAWAの映像事業ブランド名）による上映会が秋葉原UDXシアターで行われ、井上伸一郎角川書店社長（当時）と監督・りんたろうのトークが行われた[12]。

## 関連作品・商品
- 『キャラクター・オブ・幻魔大戦 WARNING!』（キャラクターデザイン集 / 大友克洋）1983年
- 『シナリオ幻魔大戦』（ノベライズ文庫 / 桂千穂・内藤誠・真崎守）1983年
- 『幻魔大戦』（ポニカ）対応機種：PC-6001、MZ-700/1200、PC-8001/mkII、PC-8801、FM-7/8、MZ-2000/2200

映画版のストーリーを基にしたパソコン用アドベンチャーゲーム。当時主流だった複数の機種に対応したパッケージがそれぞれ発売された（一部機種はハードの制約によりモノクロ、もしくはCGなし）。全機種版のプログラムは、高橋義信一人により組まれている。
- レーザーディスクゲーム（データイースト）1983年 - 同社のレーザーディスクゲーム第1弾。本作品の映像を流用した、スペースインベーダー風のシューティングゲーム。なお、本ゲームに使用されていたコクピットタイプの筐体は『サンダーストーム』に流用された。
- 『幻魔大戦』（バンダイDOシリーズのテーブルトークRPG）1983年
- 『S.I.C.幻魔大戦ベガ』2005年
- 『CR幻魔大戦』（映画版を原作としたパチンコ / 西陣）2006年
- 『幻魔大戦 ベガ 12インチアクションフィギュア』千値練 2020年

## 受賞歴
- 第1回日本アニメ大賞

## 平井和正の本作への反応
- 小説版のイラストも担当した大友の画業について、「デコッパチで不細工な東丈は困る、という以前に、O氏が全く幻魔大戦のスピリットを理解していないことが露呈されてしまいました」と記している[13]。
- 映画全般に関して「スタッフはいずれも、大変な才幹の持ち主揃いで、しかもなぜこの程度なのか、と試写室からの帰り、呆然と頭を悩ませていたものです」と記している[13]。
- キース・エマーソンの音楽について、「幾らでも絶賛の言葉を吐くことができる」と記している[14]。
- 本作に全くコミットしていない、自分の『幻魔大戦』ではないとの理由で、原作料を含めてアニメ化に関する諸権利を放棄している[15]。

## 本作の影響
- 大友克洋は本作への参加がきっかけとなり、角川製作のオムニバス映画『迷宮物語』で監督デビューする[16]など、アニメーション制作に傾倒することとなった。なお、本作と同日公開の『クラッシャージョウ』でもゲストキャラクターのデザインをおこなっている。
- 1980年代当時、学研が刊行する『ムー』の投稿欄では、「前世の仲間探し」と呼ばれる戦士症候群が流行したが、浅羽通明は、本作が公開された1983年以降の現象で神秘的な宿命に導かれた戦士が集うという本作品の影響がうかがえるとしている[17]。
- ハルマゲドンという言葉を一躍広め、後にオウム真理教がキーワードとして多用するが、製作者の角川春樹は、オウムへの影響を不本意と前置きした上で、日本の終末思想が、五島勉の『ノストラダムスの大予言』に始まって、次第に過熱し、そこに『幻魔大戦』などのサブカルチャーが終末思想を煽って、80年代以降の新興宗教に影響を与えたことは間違いないと断言している[18]。
- 超能力の描写として、キャラクターの輪郭が光って煙の様にオーラが立ち込める表現が初めて用いられ、その後『北斗の拳』『聖戦士ダンバイン』『魔法のプリンセス ミンキーモモ』など多くの作品で用いられている[19]。